# Mercedes-Benz W165
La Mercedes-Benz W165 è una vettura da competizione progettata appositamente dalla Mercedes per correre nella categoria Voiturette. 
La decisione di costruire una vettura per competere in tale categoria fu presa in vista del Gran Premio di Tripoli del 1939, quando fu deciso che tale corsa sarebbe stata riservata proprio a questo tipo di vetture. Per accelerare i tempi di progettazione e costruzione, fu usata la W154 come base: di fatto, la nuova macchina era una versione in miniatura del suo modello di riferimento. La sua realizzazione durò appena sette mesi, tanto che solo due vetture furono pronte per Tripoli, e di queste la seconda dovette essere assemblata durante il viaggio in nave.
Il debutto in gara fu trionfale: le due vetture, guidate da Hermann Lang e Rudolf Caracciola, arrivarono rispettivamente prima e seconda. Fu la prima e unica vittoria del modello W165, a causa dello scoppio della Seconda guerra mondiale. Nel 1946, Caracciola si iscrisse con una W165 alla 500 miglia di Indianapolis su invito di Tony Hulman, proprietario del circuito, ma fu fermato dalla dogana svizzera, che non consentì l'espatrio della vettura.

## Caratteristiche tecniche
Essendo derivato dalla W154, il modello W165 ne condivideva gran parte delle caratteristiche tecniche: il telaio era costituito da una struttura tubolare in nichel-cromo-molibdeno, con tubi a sezione ovale. Le sospensioni, come sulla W154, erano a ruote indipendenti all'avantreno e il retrotreno costituito da un ponte De Dion. Il motore, derivato dal V12 della W154, era un V8 da 1492 cm³ con quattro valvole per cilindro, sovralimentato da due compressori Roots.